# (10884) Tsuboimasaki
(10884) Tsuboimasaki (1996 VD9) – planetoida z pasa głównego okrążająca Słońce w ciągu 4,24 lat w średniej odległości 2,62 j.a. Odkryta 7 listopada 1996 roku.